# 俄國征服西伯利亞
俄國征服西伯利亞開始於1581年，當時俄羅斯沙皇國商人斯特罗加诺夫家族進行毛皮貿易，受沙皇伊凡雷帝授權先行拓殖，期間更招募了於邊境橫行的葉爾馬克·齊莫菲葉維奇，牽頭向西伯利亞進攻。葉爾馬克擊破西伯利亞城將國界伸延至鄂畢河及額爾齊斯河，在西伯利亞汗國陷落後的八十年時間裡，幾乎整個西伯利亞被俄羅斯帝國所拓殖；除了黑龍江河谷、堪察加半島、吉爾吉斯草原和葉尼塞河最上游部分。當俄國活動至貝加爾湖布里亞特時，與大清帝國發生衝突而簽訂界約，即中俄尼布楚條約。直到19世紀末期，俄羅斯帝國勢力拓殖到整個西伯利亞，雖然俄國的權力結構系統不盡完美，但卻征服和掌握了廣闊的土地，並足以收集整片地方的毛皮，整個征服令莫斯科政權由一個在歐洲邊緣的王國變成當時最大的大陸帝國。

## 早期探索
俄方最早明確記述西伯利亞是在1407年，當時是僅指其西部地區（尤格拉）。通過造訪當地的狩獵者、商人等提供情報，當局得知那裡不單止有眾多住民，更盛產毛皮，於是有意用兵征服當地的奧斯加克人（漢特人）、薩莫耶德人等族羣。伊凡三世主政時曾三次遷軍尤格拉，第一次是在1465年。到1483年時，再向當地派兵進行軍事偵察，隊伍由塔夫達河出發，入額爾齊斯河、鄂畢河再到達目的地，並未與當地產生大衝突。到瓦西里三世繼位後雖主要重心放於與利沃尼亞、波蘭和喀山汗國爭奪領土，但未有放棄對西伯利亞的野心，其擅自在頭銜前列加上了奧勃多爾（鄂畢多爾）和孔達地區，顯示其將鄂畢河中下游地方當作勢力範圍。

## 征服歷程

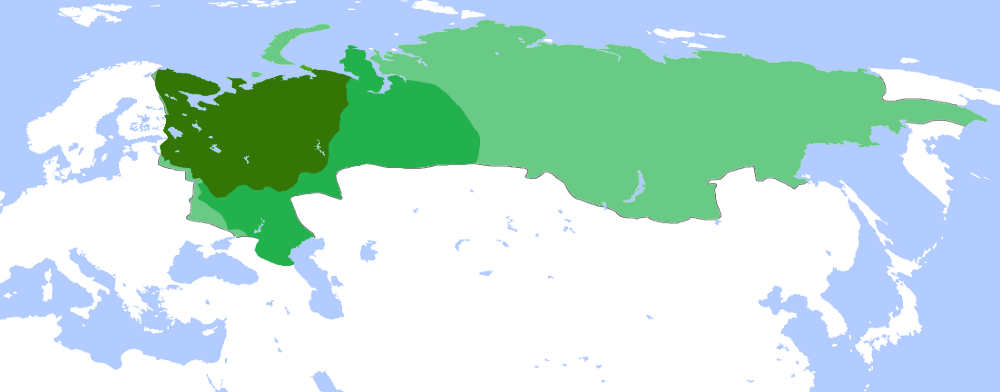
俄罗斯帝國的版圖（1500年、1600年及1700年）

西伯利亞汗國由台不花別吉開創，后来昔班家族的一名可汗伊巴克從他的孫子手上奪得秋明和汗位，但之後台不花別吉的後人殺了伊巴克奪回政權。隨著毗鄰的喀山汗國和阿斯特拉罕汗國於1550年代被沙皇俄国吞併，大大震動到西伯利亞汗國，執政的雅迪格爾（Yadiger，葉吉格爾汗）迫於沙俄武裝威脅與本身權威不穩，於1555年向對方稱臣納貢。之後伊凡四世乘機開始插手汗國內政，鎮壓雅迪格爾的政敵，更自居為西伯利亞的君主。
1563年雅迪格爾被伊巴克的孫子库楚汗擊敗奪得汗位，起初库楚汗同意服從俄国宗主權，1572年库楚汗力图摆脱臣属地位未成。
由於沙皇為爭奪波羅的海出海口深陷於曠日持久的立窩尼亞戰爭，更造成財庫空虛，無力直接出兵西伯利亞，於是決定利用俄國富商實現計劃。1574年3月，其便在亞歷山大皇村召見了斯特羅加諾夫家族代表，決定同庫楚姆汗進行軍事較量。兩個月後的6月7日沙皇頒詔，將托博爾河流域的全部土地都賜給斯特羅甘諾夫家族：聖旨同時公然指示他們可進一步組織人馬，相機佔領西伯利亞汗汗國的托博爾河、額爾齊斯河和鄂畢河諸地，可在那裡修建城堡、設置火力據點，並開採鐵礦和進行冶煉。詔書中還指出，可“派自己的軍隊去懲罰君主的叛逆者”，要求其徵召志願者和僱用哥薩克，供給他們火器，派他們同西伯利亞汗作戰，俘獲西伯利亞人，為君主徵收貢賦。
在沙俄南部肆意妄為而被伊凡四世懸賞首級的哥薩克葉爾馬克·齊莫菲葉維奇，在1579年4月被斯特羅加諾夫家族投書勸誘攻打汗國，葉爾馬克於是於9月統率聯軍出征對付库楚汗。库楚汗在楚瓦什山托博爾河下紮營，在1581年營破遂逃亡，1582年10月，激戰了三天，葉爾馬克打敗西伯利亞汗國的軍隊，佔領了額爾齊斯河邊的西伯利亞汗國首都喀什里克，徹底摧毀了這座城市。1584年，库楚汗在葉爾馬克死後試圖收復失地，但其領地仍持續被俄國人蠶食。1598年，库楚汗在鄂畢河畔被擊敗，從巴拉巴草原南下逃到諾蓋汗國，由此西伯利亞汗國瓦解。之後俄軍繼續東进，吞併了西伯利亞汗國的鄰國瓦剌，俄國國界已到今蒙古國境外西北部附近。

### 擊敗库楚汗後東進

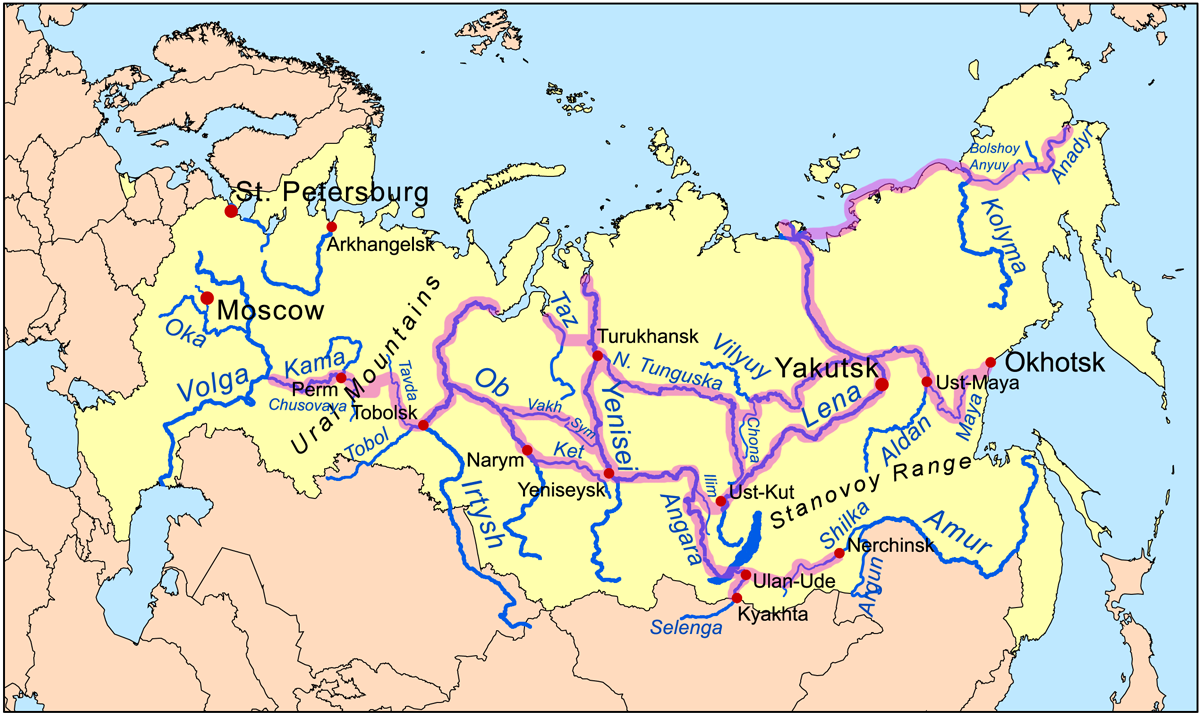
西伯利亞河網

在消除了西部幾個韃靼政權的抵抗後，俄羅斯帝國繼續東拓殖民西伯利亞，向葉尼塞河、維柳伊河和勒拿河等流域不斷地發兵和紮營築城。
1600年的先遣隊在鄂畢河下游翻船後，徒步行進渡過塔茲河支流普爾河時被土著薩摩耶德人攻擊而敗走，在該河右岸距河口兩百俄哩（約180公里）修建曼加結亞城。到了1601年4月，俄羅斯方面從托博爾斯克、別列佐夫和蘇爾古特合共抽出兩百人組成部隊，要求他們：前去葉尼塞河地區收繳當地人打敗俄軍的戰利品，和進一步探明當地實情並向當地人徵稅，施行征服；同時在圖魯漢河河口修建冬營地，以保障沙俄遠征者可以順利進入葉尼塞河。1607年曼加結亞當局派出哥薩克到下通古斯卡河逼迫通古斯人上交皮毛；同時派出軍役隊溯游而上，征服中通古斯卡河口的奧斯恰克人，至1610年入侵至瑟姆河和卡斯河流域，到1614年此一地帶許多的原住民都被逼向沙俄方交稅。皮亞西達一帶於1614年左右也被曼加結亞納入管轄範圍，哥薩克得以擴張向該地原住民徵收毛皮。
而對葉尼塞河中、上游出兵征服，則以納雷姆（1596年建）和托木斯克城（1604年建）作為向該區域推進的大本營。1605年俄軍於凱特河下游建立凱特堡，派出督軍管治，以其為向上下河岸擴張的據點：督軍通過收買凱特河上游奧斯恰克人的酋長，開進葉尼塞河建立葉尼塞斯克城；1609年又派軍由該地向東進，沿克姆河溯葉尼塞河而上，駛入上通古斯卡河。
1637年沙皇專門設立西伯利亞事務衙門，主管西伯利亞的毛皮稅務徵收及軍事、行政、司法等事務。再到1640年代，西伯利亞全境被納入俄羅斯沙皇國的版圖之中，東部邊界推至太平洋西岸，使沙俄國土面積擴大兩倍多。

### 至貝加爾接觸清帝国
早於17世紀，俄國已積極向西伯利亞擴張，並與中国清朝發生衝突。清朝和俄国分別於1689年和1727年簽署《尼布楚條約》和《恰克圖條約》確立邊界。1858年5月，俄國乘英法聯軍與清帝國開戰之際，以武力威脅黑龍江將軍奕山簽署《璦琿條約》，以黑龍江為邊界。1860年簽訂的《中俄北京條約》，俄國更把整個外滿洲（包括庫頁島）吞併，並獲得海參崴這個不凍港，以擴展其於西太平洋的影響。另一方面，俄國亦企圖將勢力染指庫頁島及千島群島，與日本展開爭奪。1875年5月7日，時日本與俄國簽訂《庫頁島千島群島交換條約》，俄國把千島列島北部給予日本，換取庫頁島的主權。19世紀末期，俄國向清政府租借大連，成立關東州。俄國亦藉得到東清鐵路的建築權對滿洲進一步牽制，意圖建立「黃俄羅斯」。

### 對西伯利亞原住民羣體的影響

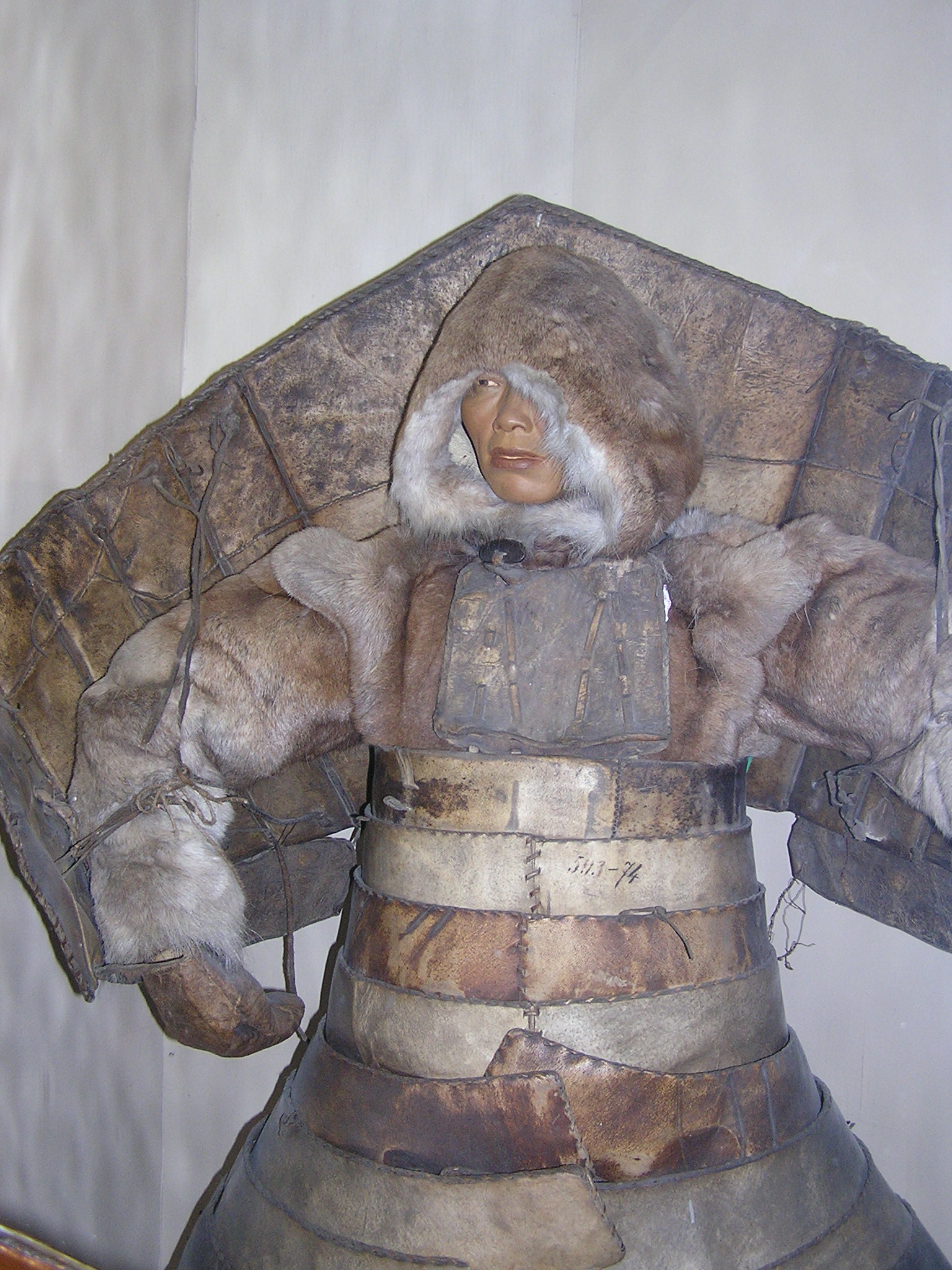
這種由硬化皮革製成、用木頭和骨頭加固的層狀盔甲是當時西伯利亚原住民所穿的。

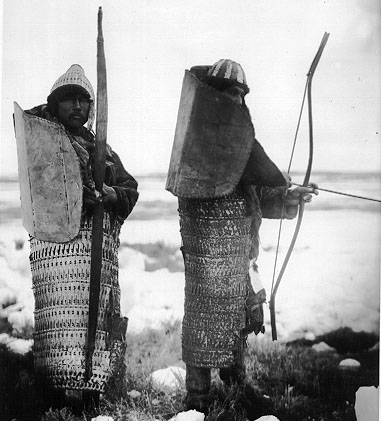
穿著傳統層狀盔甲的科里亞克人（約1900年）

當哥薩克人的要求被拒絕時，他們選擇以武力回應。在1645年瓦西里·波亞爾科夫和1650年葉羅菲·哈巴羅夫的領導下，包括達斡爾族成員在內的許多人被哥薩克人殺害。在俄國征服後的半個世紀裡，堪察加半島原有的2萬人口中，只有8,000人存活下來。達斡爾人最初因害怕俄國人的殘暴，在哈巴羅夫第一次到達當地時候，就逃離了他們的村莊。 當哈巴羅夫第二次到來，達斡爾人選擇奮起反抗俄人，但最後慘遭屠殺。 在17世紀時，阿穆爾河地區的原住民遭到後來被稱為「紅鬍子」的俄國人的攻擊。
在1640年代俄國人進軍勒拿河附近地區期間，雅庫特人遭受了俄國人的暴力侵略。西方歷史學家史蒂芬‧申菲爾德（Stephen Shenfield）認為，1690年代在堪察加半島的科里亞克人、堪察加人和楚科奇人也遭受了俄國人的暴力侵略。 當俄國人未能從當地人那取得他們要求徵收的牙薩克時，雅庫茨克總督、哥薩克人彼得·戈洛溫（Piotr Golovin）用肉鉤吊死了當地男子。在勒拿河流域，雅庫特人口在40年內減少了70%，當地婦女遭到強姦，兒童也經常被奴役，以迫使當地人繳納牙薩克。
據約翰·F·理查茲稱：
天花於1630年首次傳入西西伯利亞。到1650年代它蔓延至葉尼塞河以東，奪走了多達80%的通古斯人和雅庫特人的性命。到1690年代，天花疫情導致尤卡吉爾人的數量減少了約44%。這種疾病在西伯利亞的各個族群之間迅速傳播。疫情導致50%的人口死亡。每隔二三十年，這種疾病就會捲土重來，為年輕人帶來可怕的後果。 
而在堪察加半島，俄國人於1706年、1731年和1741年鎮壓了伊捷爾曼人反抗其統治的起義。在第一次起義中，準備不足而裝備也十分簡陋的伊捷爾曼人，使用石製武器作戰，到第二次起義時他們使用了火藥武器。 1745年至1756年期間俄國人試圖征服當時裝備弓箭和火槍的科里亞克人，但遭遇了更頑強的抵抗，直到最後俄人取得勝利。俄國哥薩克人當時也遭遇過激烈的抵抗，並於1729年、1730-1731年和1744-1747年被迫放棄消滅楚科奇人的企圖。 1729年俄國敗於楚科奇人之手後，1730年至1731年間俄國指揮官帕夫魯茨基少校發動針對他們的戰爭，並大規模屠殺和奴役楚科奇的婦女兒童，然而他的殘酷行徑卻激起了楚科奇人的鬥志。 伊莉莎白女皇於1742年下令，對楚科奇人和科里亞克人進行清洗，將他們徹底驅逐出故土，並透過戰爭抹去他們的文化。命令是要「徹底滅絕」當地住民。1744年到1747年間由帕夫魯茨基再次領導戰爭，他率領哥薩克人「在全能真主的庇佑和皇后殿下的庇佑下」，屠殺了楚科奇男子，並將他們的婦女兒童作為戰利品奴役。然而楚科奇人結束了這場戰役，並透過斬首並殺死帕夫盧茨基迫使他們放棄。
1744年和1753-1754年期間，俄國人也對科里亞克人發動了戰爭和屠殺。在俄國人試圖強迫當地人皈依基督教後，科里亞克人、楚科奇人、伊捷爾曼人和尤卡吉爾人等不同的原住民社羣，在1740年代聯合起來將俄國人趕出了他們的土地，並於1746年襲擊了下堪察加要塞。而俄國哥薩克人的屠殺則讓堪察加半島的原住民遭受了毀滅性的打擊。 除了大屠殺之外，哥薩克人還會屠殺大量動物以獲取毛皮，因而嚴重摧殘野生動物。 從十八世紀到十九世紀，90%的堪察加人和一半的沃古勒人慘遭殺害，對原住民的迅速屠殺導致整個族群被徹底消滅，截至1882 年，尼古拉·亞德林采夫 (Nikolai Yadrintsev) 統計出大約有 12 個族群被滅絕。大部分的屠殺是由西伯利亞毛皮貿易引起。 
到19世紀時，西伯利亞俄羅斯人中的地區主義人士承認當地居民遭受了巨大的暴力剝削，並聲稱將透過他們提出的區域主義政策來糾正這種情況。
而在俄羅斯統治的最初20年裡，阿留申群島的阿留申人遭到俄羅斯毛皮商人的種族滅絕和奴役，阿留申婦女和兒童被俄羅斯人俘虜，阿留申男子被屠殺。
到現代，除圖瓦共和國和薩哈共和國外，西伯利亞及其城市中斯拉夫俄羅斯人的數量超過了所有原住民。在布里亞特共和國和阿爾泰共和國，斯拉夫俄羅斯人佔多數，數量超過了布里亞特人和阿爾泰原住民。布里亞特人僅佔其共和國人口的33.5%，阿爾泰人佔37%，楚科奇人僅佔28%；埃文基人、漢特人、曼西人和涅涅茨人的數量被多達90%的外來人口所蓋過。歷史以來沙皇和蘇聯的政策旨在改變原住民的生活方式，而俄羅斯人獲得原住民被沙皇和蘇聯沒收的馴鹿群和野味。馴鹿群因管理不善而瀕臨滅絕。
而阿伊努人強調，他們是千島群島的原住民，而日本人和俄羅斯人都是侵略者。

## 殖民體系

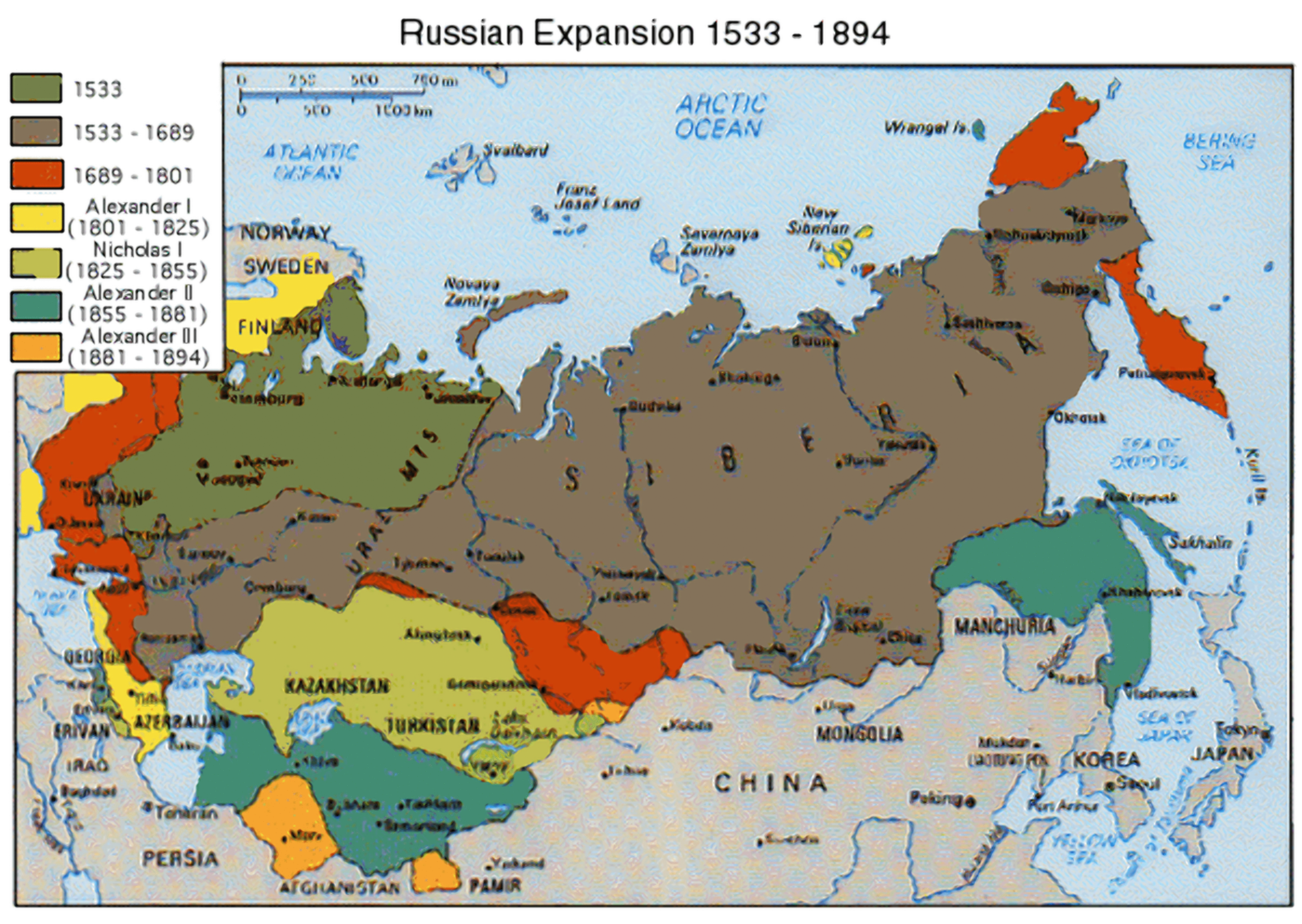
以莫斯科大公國為管治中心，由1533到1896年擴張所征服的領土版圖。

### 管理系統
俄國政府是依靠著一套複雜的關係系統對西伯利亞施加影響，一方面是包括了商人、狩獵人和哥薩克，另一方則是在西伯利亞拓殖堡寨設置的早期總督。當局未有在為西伯利亞東擴提供很多資源，西伯利亞的總督們是被獲准在上貢莫斯科固定份額前提下，「自給自足」地籌措資金：販賣毛皮、酒和女性來養活自己及下屬，因此有些總督也給自己獲取了巨額利益。雖容許存在這種「中飽私囊」，但它在西伯利亞拓殖官僚體系裡所確立的免責制（免罰制）在19世紀之前都一直困擾著當局：由西伯利亞的省長級至一般文職，各層行政官吏盛行著偷竊、貪污和賄賂。被派去促進並保護拓殖利益的所有軍役人員(sluzhilye liudi)和獵商，在獲得西伯利亞官員等默許的情況下，通過自由地探索新土地和對原住民徵收實物稅（即毛皮），協助征服西伯利亞。

### 交通及據點營建
俄羅斯橫越西伯利亞的拓殖策略基礎是河流，水陸聯運和堡寨(ostróg)。西伯利亞大多河流有很長的路程可以通航，拓殖者就乘著平底船沿水路上下行駛，碰到逆風或逆流時，就用人拉縴。四條大水系中有三條被山隔開，但山均不高，所以俄人可以在它們間建立起短途的水陸聯運，鏈接起河流形成更廣闊的交通網絡，以有效控制西伯利亞。同時拓殖者通過建設堡寨來控制河流。
一般的堡寨規格，是用十到二十英尺高的木柵欄筑成矩形，沿柵欄筑成一道胸牆。四角有架設砲台對著門口，有時設在門口兩邊；圍欄裡面就建築起一切設施，如統領辦公室、關稅辦公室、兵房、谷倉、教堂等等。堡寨也是政府毛皮貿易的中心。另外附近還會加建“齊莫維耶”(zimovie)或木屋（原意是過冬的住屋），它們可以建在森林、苔原，或沿海河湖等水邊，或水陸聯運處等一切沒有處所的位置。這些木屋可以容納五十人之多，可當作過冬駐所，也是哥薩克徵收實物稅的前哨站，保護俄人防範原住民。由於拓殖者不斷流入西伯利亞，木屋也常再被擴建成堡寨，成為拓殖管理的中心。

### 苦役代工
隨著不斷擴張領土和獲取資源的慾望膨脹，在17到18世紀流放西伯利亞的制度也具有了經濟目標。在1592年的烏格利奇起義者被驅逐後，當局不斷將被流放的對象送去西伯利亞那些未能吸引足夠多自願移民的地區。彼得大帝在位時，苦役犯參與大規模建設項目的做法也推廣到了西伯利亞，有約2萬名瑞典戰俘（包括參與修建托博爾斯克克里姆林者）戴着鐐銬被發送到各拓殖據點，利用囚犯在勞動場所開採原材料的做法得到推廣。各種各樣被強迫到當地的人，就辛苦地勞作在屬於沙皇或其他拓殖者的礦山、鹽場和釀酒廠裡：有屬於服苦役的人，逃兵和逃亡農奴，還有其他被從帝國的歐洲部分強制發配的國家農民或私人農奴。